# Warszawianka (piłka nożna)
Warszawianka – polski klub piłkarski, założony w 1921 roku. Rozwiązany w 1975 roku.

## Historia
Powstanie Warszawianki jest związane z dwoma stołecznymi drużynami piłkarskimi. Pierwszą z nich była drużyna Slavia, drugą Polonia. Slavia, została założona w 1917 roku i była międzyszkolną drużyną piłkarską uczniów gimnazjów Konopczyńskiego i Reja. Wśród nich byli także Czesi i to dzięki nim drużyna przyjęła nazwę Slavia. Po krótkim okresie wspólnych treningów z Polonią członkowie Slavii postanowili rozwiązać swoją drużynę i wstąpić do Polonii, tworząc drużynę juniorów.
W 1920 roku pomiędzy młodymi piłkarzami a zawodnikami pierwszej drużyny zaczęło dochodzić coraz częściej do różnych nieporozumień. Punktem decydującym o dalszym losie klubu było zebranie członków Polonii, które odbyło się w połowie stycznia 1921 roku. W związku z brakiem możliwości zabrania głosu podczas zebrania, większość młodych piłkarzy odeszła z Polonii i założyła własny klub. Pierwsze spotkanie założycielskie klubu miało miejsce 21 stycznia 1921 roku, w mieszkaniu Zbigniewa Olewskiego przy ul. Hożej. Wówczas powstał klub. Jeszcze bez nazwy, zarządu i statusu. Te były ustalane na spotkaniach w pierwszej siedzibie klubu przy ul. Czackiego 8, w mieszkaniu rodziny Luxenburgów. Ostatnie ze spotkań organizacyjnych odbyło się w niedzielę 27 listopada 1921 roku i od tego momentu klub funkcjonował w pełni.

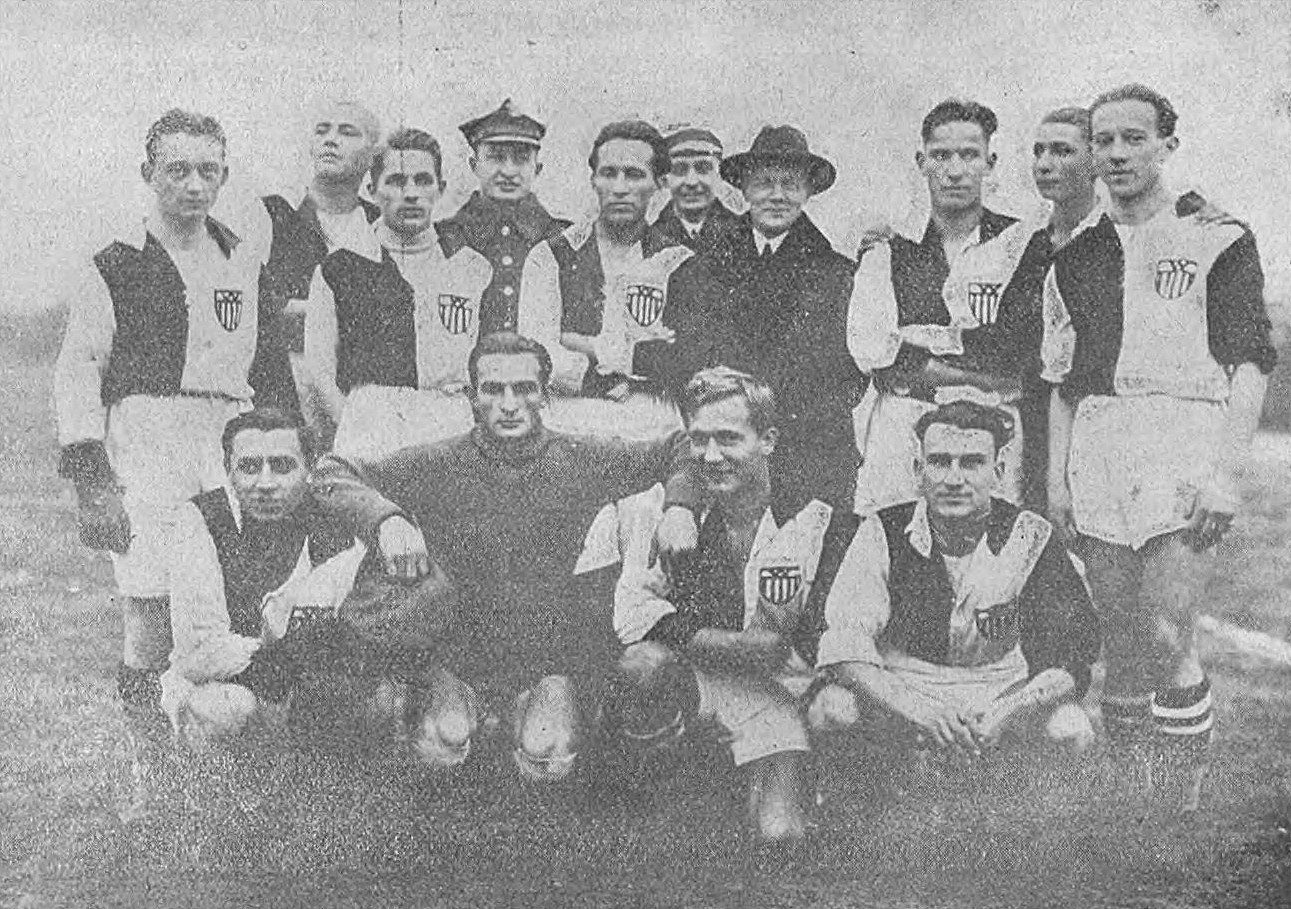
Drużyna Warszawianki (1924)

Początkowo planowano powrót do nazwy Slavia, jednak ostatecznie zdecydowano się na propozycję Stanisława Luxenburga – Warszawianka. Przyjęte barwy klubu były wynikiem kompromisu. Połączono ze sobą barwy Slavii oraz Polonii. Barwy czarno-białe przejęto od Polonii, zaś krój koszulki od Slavii. Projekt herbu klubu, funkcjonujący w niemal niezmienionej formie do dziś, został zaś zaproponowany przez Wiktora Lotha oraz Aleksandra Szenajcha. 
Jeszcze w 1921 roku Warszawianka przystąpiła do rozgrywek piłkarskich warszawskiej Klasy B (III poziom), gdzie zajęła 3. miejsce i awansowała do warszawskiej Klasy A (II poziom). Po czterech sezonach spędzonych w Klasie A, gdzie za każdym razem drużyna zajmowała 2. miejsce, „Czarno-biali” awansowali do Ligi (ówczesna ekstraklasa), której byli jednym z założycieli. Od 1927 do 1939 roku „Duma Warszawy” występowała nieprzerwanie w rozgrywkach Ligi, a 5. miejsce w 1936 roku było najlepszym jakie drużyna zajęła. W sezonie 1937 Warszawianka była jedynym klubem reprezentującym Warszawę w najwyższej klasie rozgrywek piłkarskich w kraju. 
W 1925 roku Warszawianka przystąpiła do pierwszych w historii rozgrywek Pucharu Polski. W pierwszej fazie, po pokonaniu 3:1 Legii, Warszawianka została triumfatorem okręgu warszawskiego. W 1926 roku piłkarze przystąpili do rozgrywek ogólnokrajowych, gdzie przegrali 3:5 z TKS Toruń w pierwszym meczu grupy B i odpadli z rozgrywek. W tym samym roku Warszawianka zdobyła mistrzostwo Warszawy.
Po przewrocie majowym „Czarno-biali” byli związani z wojskiem, a funkcję prezesa klubu pełnił ppłk. dypl. Leopold Gebel.

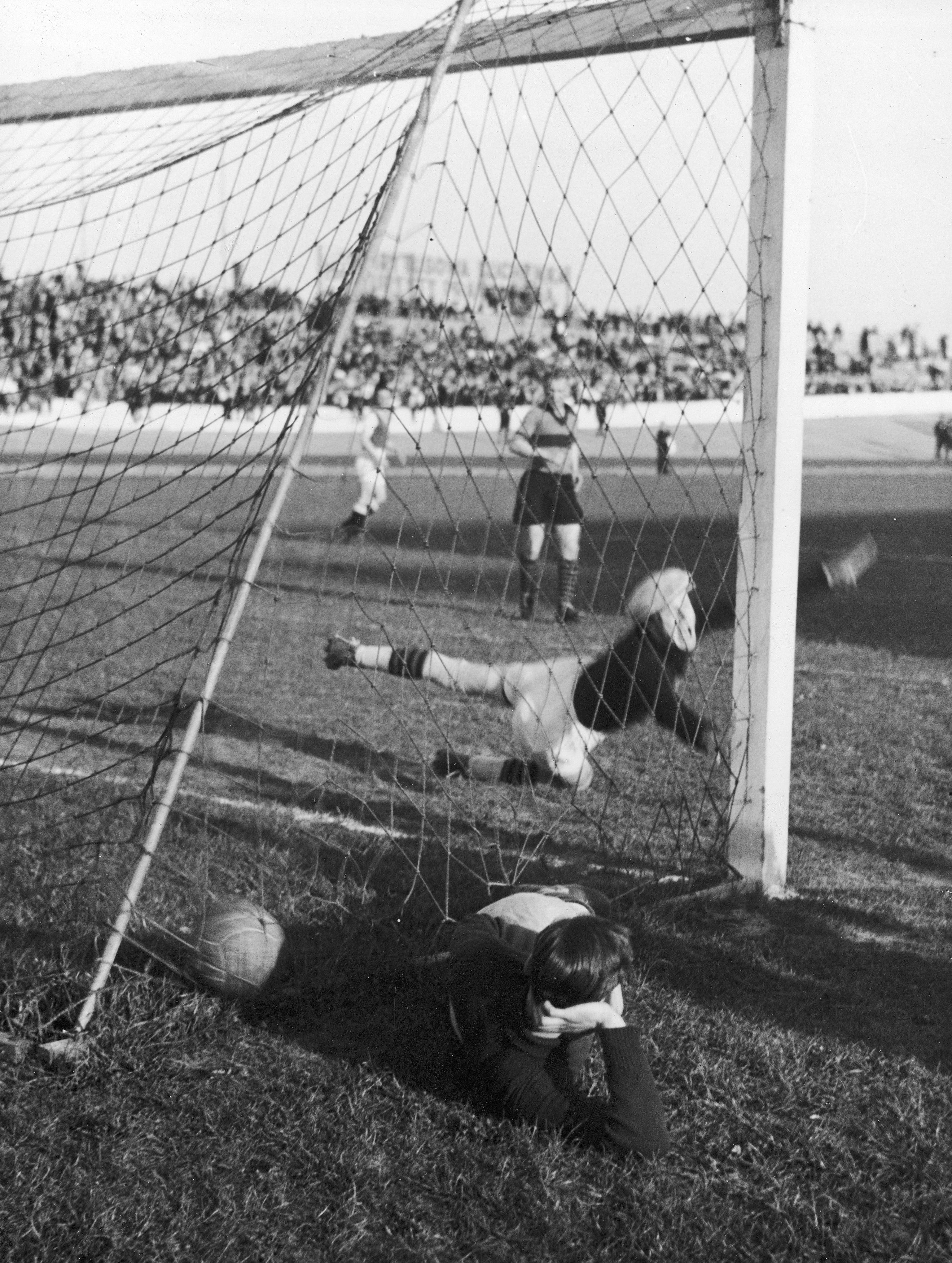
Mecz Warszawianka – Śmigły Wilno (6:2) na Stadionie Wojska Polskiego im. Marszałka Józefa Piłsudskiego w Warszawie. Moment strzelenia bramki przez drużynę Warszawianki.

W 1930 roku, podczas meczu z Gwiazdą Warszawa, nastąpił pierwszy w Polsce przypadek uspokajania tłumu kibiców poprzez polewanie go wodą (po kopniaku w plecy zadanego przez bramkarza Gwiazdy napastnikowi Warszawianki doszło do przepychanek, które zakończył obecny na stadionie oficer polewając awanturujące się osoby wodą z hydrantu).
W 1934 roku powstał stadion piłkarski Warszawianki przy ulicy Wawelskiej, a inauguracja obiektu została okraszona meczem Warszawianki z Polonią Warszawa. W obecności 3 tysięcy widzów padł remis 1:1.
Po rozpoczęciu wojny działalność Warszawianki została zawieszona. Zdecydowana większość zawodników i zawodniczek brała udział w działaniach obronnych. W latach 1939–1943 zginęło bądź zmarło wielu przedwojennych sportowców Warszawianki. Byli to m.in.: Janusz Kusociński, Wacław Sankowski, Stanisław Luxenburg, Wacław Luxenburg i Eugeniusz Lokajski. Lista ta wydłużyła się o wiele nazwisk w czasie Powstania warszawskiego. Ogromne były także zniszczenia stolicy. Wszystko to utrudniło reaktywację klubu po wojnie.
Pierwsze plany reaktywacji Warszawianki pojawiły się na warszawskiej Pradze już w 1944 roku. W 1945 roku do rozgrywek piłkarskich o mistrzostwo OZPN Warszawa zgłosiła się drużyna Warszawianki, jednak po sezonie jej piłkarze przeszli do Polonii. Przedstawiciele sportów drużynowych związali się zaś z innymi zespołami. Druga reaktywacja klubu rozpoczęła się w grudniu 1947 roku, a w roku następnym piłkarze przystąpili do rozgrywek warszawskiej Klasy C. W 1956 roku doszło do fuzji Warszawianki i Tęczy, później do fuzji Varsovii i Warszawianki. 17 lutego 1957 roku przyjęto nazwę Spółdzielczy Klub Sportowy Warszawianka. 
W 1955 roku „Duma Mokotowa” wywalczyła awans z Klasy A (IV poziom) do III ligi. 
Od 1956 do 1969 roku Warszawianka nieprzerwanie występowała na III poziomie rozgrywkowym, wygrywając te rozgrywki w sezonie 1962/1963 i 1963/1964. Nie udało się jednak awansować „Czarno-białym” z baraży o II ligę, za pierwszym razem zespół zajął 2. miejsce w grupie za Lublinianką, a za drugim ostatnie 5. miejsce.
W 1961 roku oddano do użytku pierwsze obiekty, w tym nowy stadion Warszawianki, przy ulicy Merliniego.
W latach 60. Warszawianka zaliczyła również kilka występów w Pucharze Polski na szczeblu centralnym. Sezon 1968/1969 okazał się najlepszym z nich, w I rundzie drużyna pokonała po dogrywce 3:1 Start Łódź, a w 1/16 finału uległa na własnym stadionie, w obecności 2 tys. widzów, Wiśle Kraków 0:3.
Przełom lat 60. i 70. XX wieku przyniósł kryzys dla sekcji piłkarskiej Warszawianki. W sezonie 1968/1969 „Duma Mokotowa” spadła z III ligi do ligi okręgowej, w sezonie 1969/1970 z ligi okręgowej do Klasy A, a w sezonie 1970/1971 do Klasy B. W 1972 roku wycofano drużynę z rozgrywek, a rok później zlikwidowano sekcję seniorów. W 1975 roku definitywnie zlikwidowano sekcję piłki nożnej Warszawianki.

## Sukcesy
- 5. miejsce w Lidze (I poziom): 1936[8]
- Puchar Polski:
  - Grupa B (1/4 finału) Pucharu Polski: 1926
- Puchar Polski na szczeblu okręgowym
  - 1925 (Legia 1:3 Warszawianka)
- Mistrzostwo Warszawy: 1925

## Stadion

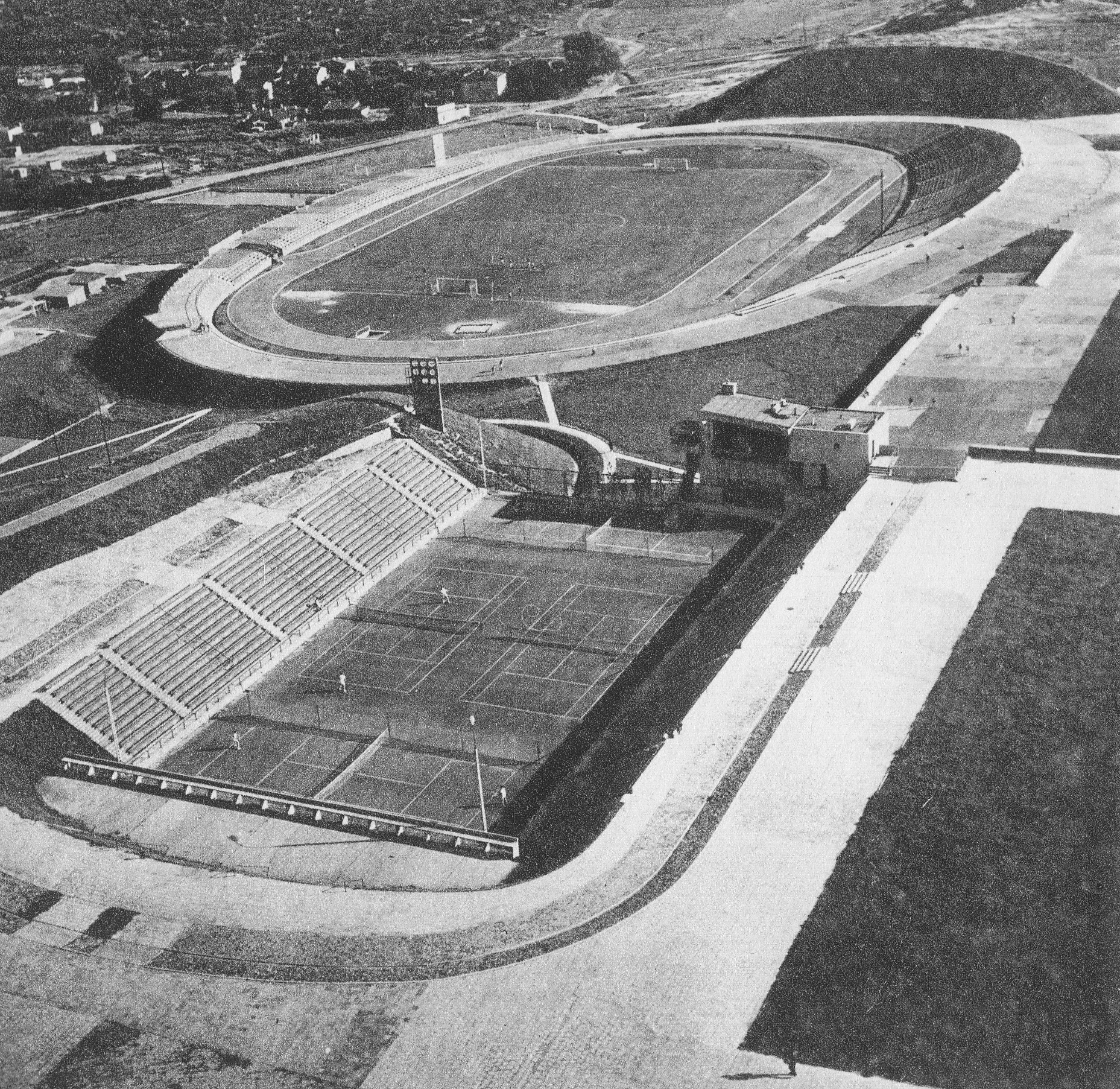
Obiekty Warszawianki w latach 60. XX wieku – w oddali stadion

Warszawianka od momentu założenia w 1921 roku występowała na dwóch stadionach – na Agrykoli i Dynasach. W 1930 roku „Duma Mokotowa” otrzymała tereny u zbiegu ulic Żwirki i Wigury oraz Wawelskiej, a już w 1932 roku utworzyła tutaj tymczasowe boisko piłkarskie. W 1934 roku zbudowano m.in. budynek klubowy, stadion piłkarski oraz rozpoczęto budowę stadionu lekkoatletycznego o pojemności 50 tys. widzów, która została przerwana ze względu na agresję Niemiec na Polskę 1 września 1939 roku. W czasie okupacji niemieckiej na terenie Warszawianki stacjonowała artyleria, która doprowadziła obiekty do ruiny. W 1946 roku teren został przejęty przez klub sportowy Skra Warszawa, gdzie na miejscu niedokończonego i zrujnowanego stadionu lekkoatletycznego Warszawianki wybudowano w latach 1948–1953 nowy stadion lekkoatletyczno-piłkarski o pojemności 35 tys. widzów. 
W 1954 roku przy ulicy Merliniego rozpoczęto budowę nowych obiektów sportowych (w tym stadionu piłkarsko-lekkoatletycznego) dla Warszawianki, które zostały zaprojektowane przez Zakłady Artystyczno-Badawcze warszawskiej ASP i wyróżniały się architekturą wtopioną w skarpę mokotowską. Stadion Warszawianki został oficjalnie i uroczyście oddany do użytku we wrześniu 1961 roku. Pojemność obiektu wynosiła 4 tys. miejsc. Po likwidacji sekcji piłkarskiej „Czarno-białych” w 1975 roku stadion był coraz rzadziej używany, aż ostatecznie popadł w ruinę. W latach 80. XX wieku na obiektach Warszawianki kręcono kilka scen serialu Zmiennicy. W 2000 roku na potrzeby filmu  „Quo Vadis” ustawiono na stadionie replikę rzymskiego amfiteatru. W 2012 roku na terenie płyty głównej stadionu wybudowano 4 boiska piłkarskie ze sztuczną nawierzchnią.

## Sezony
| Sezon     | Rozgrywki ligowe | Rozgrywki ligowe                  | Rozgrywki ligowe | Rozgrywki ligowe | Rozgrywki ligowe | Rozgrywki ligowe | Rozgrywki ligowe | Rozgrywki ligowe | Rozgrywki ligowe | Rozgrywki ligowe                                                                                         | Puchar Polski (rozgrywki centralne) |
| Sezon     | Poziom           | Nazwa ligi                        | Miejsce          | M                | Z                | R                | P                | +/−              | Pkt              | Uwagi | Puchar Polski (rozgrywki centralne) |
| --------- | ---------------- | --------------------------------- | ---------------- | ---------------- | ---------------- | ---------------- | ---------------- | ---------------- | ---------------- | --- | ----------------------------------- |
| 1921      | III              | Klasa B Warszawa                  | 3                |                  |                  |                  |                  |                  | 6                | awans do Klasy A                                                                                         | turniej nie odbył się               |
| 1922      | II               | Klasa A Warszawa                  | 2                | 8                |                  |                  |                  | 18:18            | 9                | | turniej nie odbył się               |
| 1923      | II               | Klasa A Warszawa                  | 2                | 7                |                  |                  |                  | 14:18            | 8                | dodatkowy mecz z Polonią Warszawa                                                                        | turniej nie odbył się               |
| 1924/1925 | II               | Klasa A Warszawa                  | 2                | 10               |                  |                  |                  | 36:18            | 15               | ze względu na Igrzyska Olimpijskie w 1924 roku, rozgrywki w latach 1924-1925 traktowano jako jeden sezon | turniej nie odbył się               |
| 1926      | II               | Klasa A Warszawa                  | 2                | 10               |                  |                  |                  | 33:15            | 17               | przegrana w barażach z Polonią Warszawa (5:5, 0:1) awans do Ligi                                         | Grupa B (1/4 finału)                |
| 1927      | I                | Liga                              | 13               | 26               | 8                | 2                | 16               | 52:64            | 18               | | turniej nie odbył się               |
| 1928      | I                | Liga                              | 10               | 28               | 11               | 7                | 10               | 50:60            | 29               | | turniej nie odbył się               |
| 1929      | I                | Liga                              | 8                | 24               | 6                | 8                | 10               | 36:54            | 20               | | turniej nie odbył się               |
| 1930      | I                | Liga                              | 11               | 22               | 4                | 4                | 14               | 27:66            | 12               | | turniej nie odbył się               |
| 1931      | I                | Liga                              | 11               | 22               | 6                | 1                | 15               | 36:60            | 13               | | turniej nie odbył się               |
| 1932      | I                | Liga                              | 8                | 22               | 8                | 4                | 10               | 27:47            | 20               | | turniej nie odbył się               |
| 1933      | I                | Liga                              | 7                | 10               | 5                | 2                | 3                | 22:16            | 12               | 5. miejsce w grupie wschodniej i wejście do grupy spadkowej, 1. w grupie spadkowej                       | turniej nie odbył się               |
| 1934      | I                | Liga                              | 10               | 22               | 8                | 1                | 13               | 26:53            | 17               | | turniej nie odbył się               |
| 1935      | I                | Liga                              | 8                | 20               | 6                | 6                | 8                | 29:37            | 18               | | turniej nie odbył się               |
| 1936      | I                | Liga                              | 5                | 18               | 9                | 3                | 6                | 30:27            | 21               | | turniej nie odbył się               |
| 1937      | I                | Liga                              | 7                | 18               | 8                | 2                | 8                | 34:44            | 18               | | turniej nie odbył się               |
| 1938      | I                | Liga                              | 8                | 18               | 7                | 1                | 10               | 34:46            | 15               | | turniej nie odbył się               |
| 1939      | I                | Liga                              | 9                | 11               | 2                | 1                | 8                | 16:29            | 5                | rozgrywki niedokończone z powodu wybuchu II wojny światowej                                              | turniej nie odbył się               |
| 1945      | –                | Mistrzostwo OZPN Warszawa – Gr. I | 6                |                  |                  |                  |                  |                  | 13               | rozwiązanie sekcji po sezonie                                                                            | turniej nie odbył się               |
| 1948      | IV               | Klasa C Warszawa                  |                  |                  |                  |                  |                  |                  |                  | reaktywacja sekcji w grudniu 1947 r. i przystąpienie do rozgrywek w 1948 r.                              | turniej nie odbył się               |
| 1949      | V                | Klasa C Warszawa                  |                  |                  |                  |                  |                  |                  |                  | | turniej nie odbył się               |
| 1950      | V                | Klasa C Warszawa                  |                  |                  |                  |                  |                  |                  |                  | | turniej nie odbył się               |
| 1951      |                  | b.d.                              |                  |                  |                  |                  |                  |                  |                  | | –                                   |
| 1952      |                  | b.d.                              |                  |                  |                  |                  |                  |                  |                  | | –                                   |
| 1953      |                  | b.d.                              |                  |                  |                  |                  |                  |                  |                  | | –                                   |
| 1954      | IV               | Klasa A (grupa I (miasto))        |                  |                  |                  |                  |                  |                  |                  | | –                                   |
| 1955      | IV               | Klasa A (grupa I (miasto))        | 1                |                  |                  |                  |                  |                  |                  | awans do III ligi                                                                                        | –                                   |
| 1956      | III              | III liga (gr. Warszawa)           | 5                | 22               |                  |                  |                  | 48:35            | 23               | | –                                   |
| 1957      | III              | III liga (gr. Warszawa)           | 10               | 26               |                  |                  |                  | 38:44            | 23               | | –                                   |
| 1958      | III              | III liga (gr. Warszawa)           | 11               | 28               | 12               | 2                | 14               | 49:64            | 26               | | turniej nie odbył się               |
| 1959      | III              | Liga okręgowa (gr. Warszawa)      | 9                | 24               | 10               | 2                | 12               | 35:47            | 22               | | turniej nie odbył się               |
| 1960      | III              | Liga okręgowa                     | 10               | 22               | 7                | 4                | 11               | 31:40            | 18               | | turniej nie odbył się               |
| 1960/1961 | III              | Liga okręgowa                     | 7                |                  |                  |                  |                  |                  |                  | | turniej nie odbył się               |
| 1961/1962 | III              | Liga okręgowa                     | 9                |                  |                  |                  |                  |                  |                  | | II runda                            |
| 1962/1963 | III              | Liga okręgowa                     | 1                |                  |                  |                  |                  |                  |                  | 2. miejsce w barażowej grupie III o II ligę – brak awansu                                                | I runda                             |
| 1963/1964 | III              | Liga okręgowa                     | 1                |                  |                  |                  |                  |                  |                  | 5. miejsce w barażowej grupie III o II ligę – brak awansu                                                | –                                   |
| 1964/1965 | III              | Liga okręgowa                     | 5                |                  |                  |                  |                  |                  | 23               | | I runda                             |
| 1965/1966 | III              | Liga okręgowa                     | 3                | 22               | 13               | 6                | 3                | 32:51            | 32               | | –                                   |
| 1966/1967 | III              | III liga (gr. Warszawa)           | 8                | 30               |                  |                  |                  | 36:28            | 32               | | –                                   |
| 1967/1968 | III              | III liga (gr. Warszawa)           | 11               | 30               |                  |                  |                  | 28:29            | 26               | | –                                   |
| 1968/1969 | III              | III liga (gr. Warszawa)           | 13               | 30               |                  |                  |                  | 27:43            | 26               | spadek do ligi okręgowej                                                                                 | 1/16 finału                         |
| 1969/1970 | IV               | Liga okręgowa                     | 14               | 26               |                  |                  |                  | 19:39            | 11               | spadek do Klasy A                                                                                        | –                                   |
| 1970/1971 | V                | Klasa A                           |                  |                  |                  |                  |                  |                  |                  | spadek do Klasy B                                                                                        | –                                   |
| 1971/1972 | VI               | Klasa B                           |                  |                  |                  |                  |                  |                  |                  | wycofanie się z rozgrywek                                                                                | –                                   |
| Źródła    |                  |                                   |                  |                  |                  |                  |                  |                  |                  | |                                     |